# Пшилубе (Великопольське воєводство)
Пшилубе (пол. Przyłubie) — село в Польщі, у гміні Скульськ Конінського повіту Великопольського воєводства.
Населення — 264 особи (2011).
У 1975-1998 роках село належало до Конінського воєводства.

## Демографія
Демографічна структура станом на 31 березня 2011 року:
|          | Загалом | Допрацездатний вік | Працездатний вік | Постпрацездатний вік |
| -------- | ------- | ------------------ | ---------------- | -------------------- |
| Чоловіки | 132     | 27                 | 93               | 12                   |
| Жінки    | 132     | 31                 | 80               | 21                   |
| Разом    | 264     | 58                 | 173              | 33                   |